# Natação nos Jogos Olímpicos de Verão de 2012 - 10 km feminino

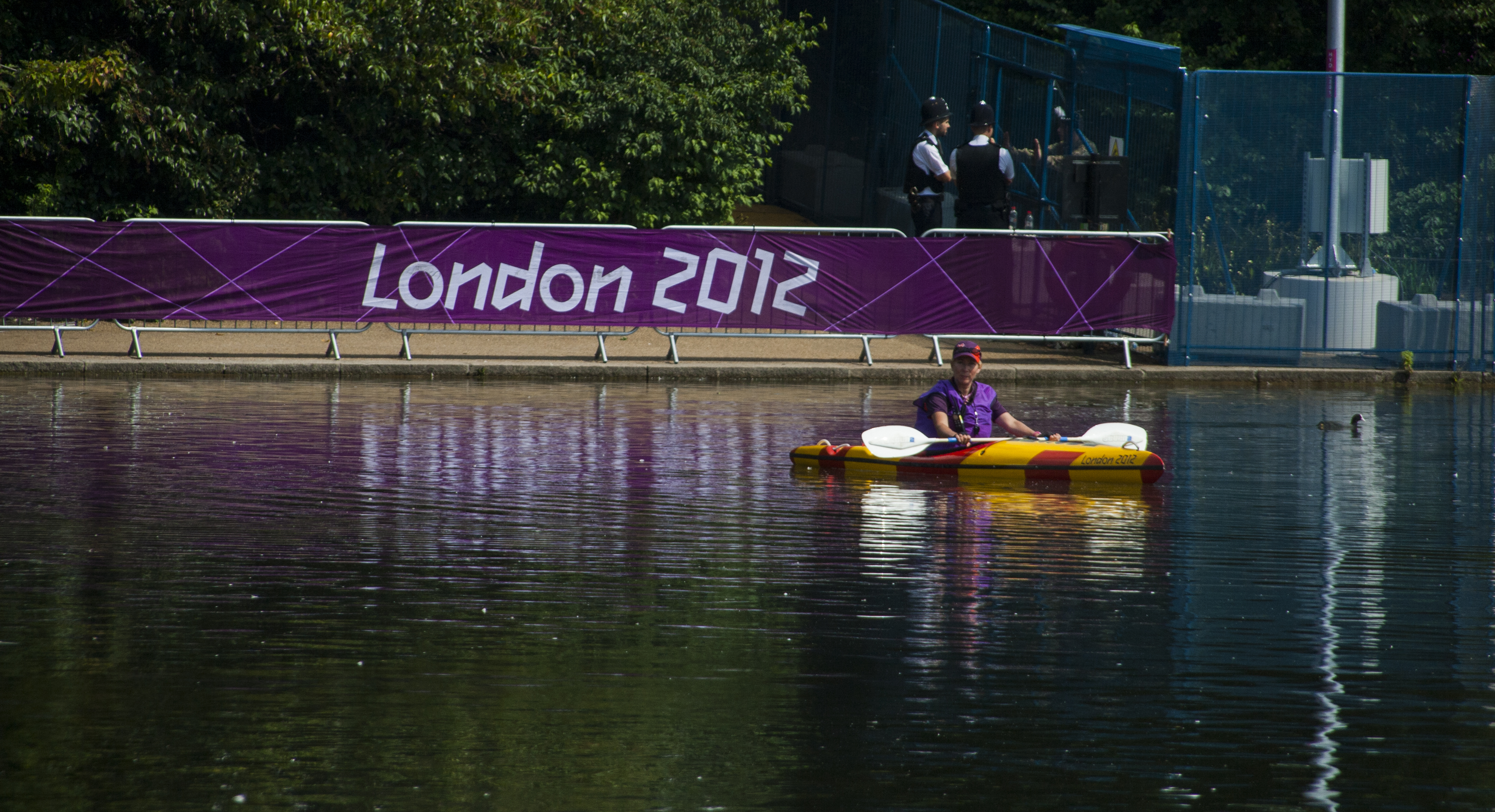
Lago Serpentine sediou a disputa dos 10 km de maratona aquática.

A competição dos 10 quilômetros feminino de maratona aquática integrou o programa da natação nos Jogos Olímpicos de Verão de 2012 e foi disputada no dia 9 de agosto no Lago Serpentine em Hyde Park.

## Medalhistas
| Ouro   | HUN Éva Risztov      |
| Prata  | USA Haley Anderson   |
| Bronze | ITA Martina Grimaldi |

## Calendário
Horário local (UTC+1)
| Dia         | Horário | Fase  |
| ----------- | ------- | ----- |
| 9 de agosto | 12:00   | Final |

## Resultados
| Pos.              | Nadadora                | CON                 | Tempo     | Tempo atrás | Notas |
| ----------------- | ----------------------- | ------------------- | --------- | ----------- | ----- |
| Medalha de ouro   | Éva Risztov             | HUN Hungria         | 1:57:38.2 |             |       |
| Medalha de prata  | Haley Anderson          | USA Estados Unidos  | 1:57:38.6 | +0.4        | Y     |
| Medalha de bronze | Martina Grimaldi        | ITA Itália          | 1:57:41.8 | +3.6        |       |
| 4                 | Keri-Anne Payne         | GBR Grã-Bretanha    | 1:57:42.2 | +4.0        |       |
| 5                 | Angela Maurer           | GER Alemanha        | 1:57:52.8 | +14.6       | Y     |
| 6                 | Ophélie Aspord          | FRA França          | 1:58:43.1 | +1:04.9     |       |
| 7                 | Erika Villaécija García | ESP Espanha         | 1:58:49.5 | +1:11.3     |       |
| 8                 | Jana Pechanová          | CZE República Checa | 1:58:52.8 | +1:14.6     |       |
| 9                 | Anna Guseva             | RUS Rússia          | 1:58:53.0 | +1:14.8     |       |
| 10                | Melissa Gorman          | AUS Austrália       | 1:58:53.1 | +1:14.9     | Y     |
| 11                | Karla Šitić             | CRO Croácia         | 1:58:54.7 | +1:16.5     |       |
| 12                | Yumi Kida               | JPN Japão           | 1:58:59.1 | +1:20.9     | Y     |
| 13                | Yanel Pinto             | VEN Venezuela       | 1:59:05.8 | +1:27.6     |       |
| 14                | Natalia Charłos         | POL Polônia         | 1:59:58.7 | +2:20.5     | Y     |
| 15                | Heidi Gan               | MAS Malásia         | 2:00:45.0 | +3:06.8     |       |
| 16                | Cecilia Biagioli        | ARG Argentina       | 2:01:02.2 | +3:24.0     |       |
| 17                | Zsofia Balazs           | CAN Canadá          | 2:01:17.8 | +3:39.6     |       |
| 18                | Swann Oberson           | SUI Suíça           | 2:01:38.0 | +3:59.8     |       |
| 19                | Natasha Tang            | HKG Hong Kong       | 2:02:33.4 | +4:55.2     |       |
| 20                | Lizeth Rueda            | MEX México          | 2:02:46.1 | +5:07.9     |       |
| 21                | Marianna Lymperta       | GRE Grécia          | 2:04:26.5 | +6:48.3     |       |
| 022               | Poliana Okimoto         | BRA Brasil          | DNF       |             |       |
| 023               | Jessica Roux            | RSA África do Sul   | DNF       |             |       |
| 024               | Fang Yanqiao            | CHN China           | DNS       |             |       |
| 025               | Olga Beresnyeva         | UKR Ucrânia         | 1:58:44.4 | +1:06.2     | DSQ   |

Legenda
| Recorde mundial      | Recorde mundial (World record)               |                       | Recorde africano                      | Recorde africano (African) |                                           | Q | Classificado por posição (Qualified) |
| Recorde olímpico     | Recorde olímpico (Olympic record)            | Recorde da América    | Recorde da América (Americas)         | q                          | Classificado por melhor tempo (Qualified) |   |                                      |
| Melhor marca do ano  | Melhor marca do ano (World leading)          | Recorde asiático      | Recorde asiático (Asian)              | DNS                        | Não largou (Did not start)                |   |                                      |
| Recorde nacional     | Recorde nacional (National record)           | Recorde europeu       | Recorde europeu (European)            | DNF                        | Não terminou (Did not finish)             |   |                                      |
| Recorde pessoal      | Recorde pessoal do atleta (Personal best)    | Recorde da Oceania    | Recorde da Oceania (Oceania)          | DSQ / DQ                   | Desclassificado (Disqualified)            |   |                                      |
| Recorde da temporada | Recorde da temporada do atleta (Season best) | Recorde sul-americano | Recorde sul-americano (South America) | NM                         | Sem marca (No mark)                       |   |                                      |